# Haut-Ntem
Haut-Ntem è un dipartimento della provincia di Woleu-Ntem, in Gabon, che ha come capoluogo Minvoul.